# Воронежская (пещера)

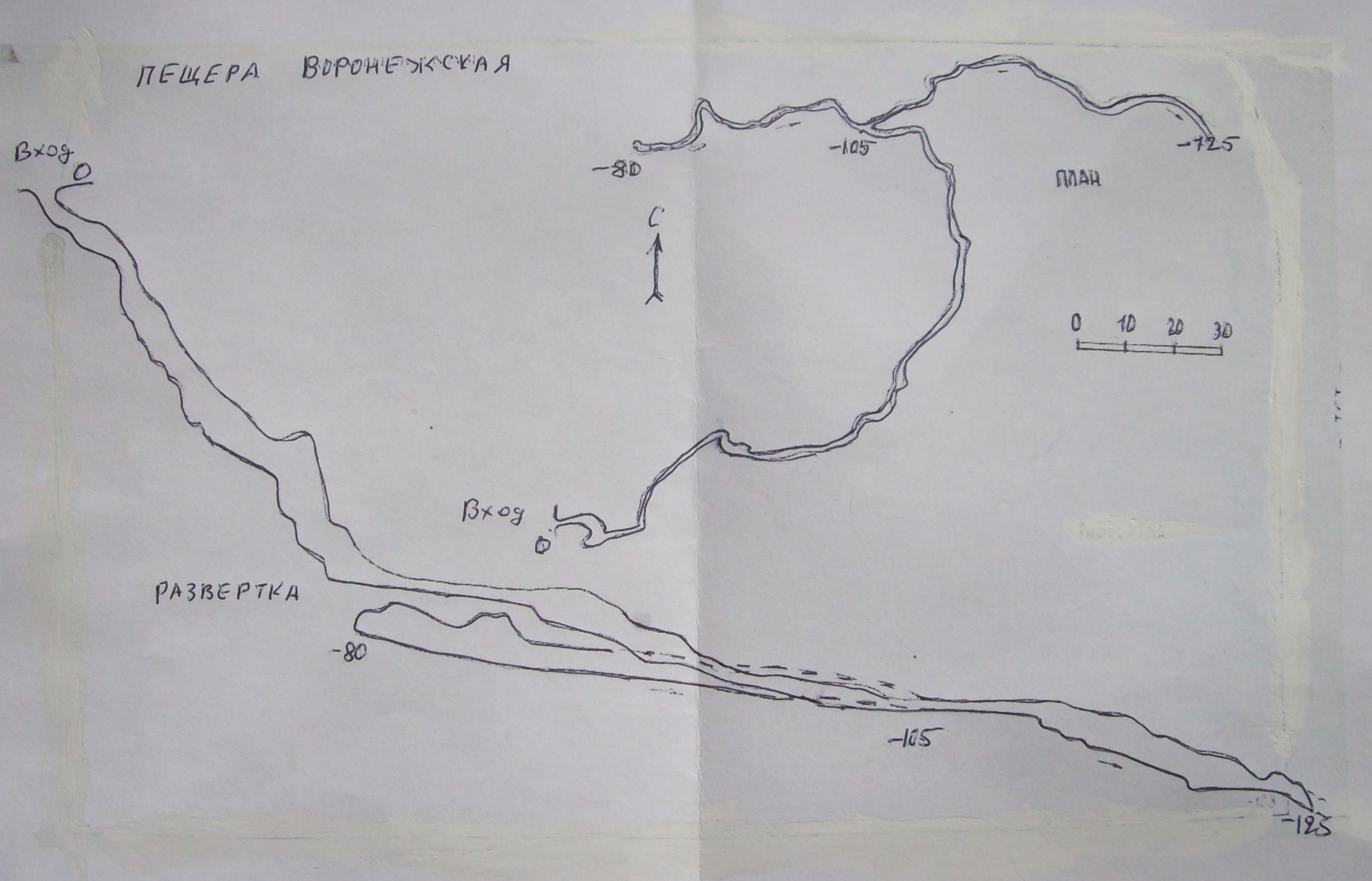
Карта Воронежской пещеры

Воронежская пещера — карстовая пещера, расположенная на нижнем плато массива Ачибах в Абхазии. Протяжённость 460 м, проективная длина 365 м, глубина 128 м, площадь 750 м², Объём 3800 м³. Вход расположен в карстовой воронке в Северном отроге карстовой котловины 3-й поляны (которая с ручьём и озером).

## Части пещеры
- Привходовая наклонная часть состоит из мелких (5-12 м) колодцев, позволяющих спуститься на глубину 105 метров. Заканчивается узким труднопроходимым (8 м) лазом, выводящим в среднюю часть подземного русла ручья.
- Подземное русло имеет длину около 150 м, перепад высоты 40 м, начинается узостью и заканчивается закрытым сифоном.

## Содержимое пещеры
- Вмещающая порода — массивные нижнемеловые известняки.
- Вода — подземный ручей.
- Воздух — движение воздуха и загазованности не замечено.
- Отложения. Глыбо-обвальные только в привходовой части. Натёчные в верхней части подземного ручья (плотинка и сталактиты).
- Люди — спелеотуристы. В нижнюю галерею протиснуться удаётся не каждому.
- Мусор в пещере пока отсутствует.
- Оборудование необходимое для посещения пещеры — верёвка 40 м и самохваты.

## История исследования
- Май 1973 г. Обнаружена при осмотре воронок на третьей поляне (Гольянов Э. В., Гольянова Н. Е.). Пройдена до шкуродёра Никольского (глубина 70 м.)
- Август 1974 г. Пройдена (Гольянов Э. В., Гольянова Н. Е., Никольский С. Н., Быкова Л.) до шкуродёра в конце наклонной части (глубина 105 м. За низким лазом был слышен шум воды).
- Сентябрь 1976 г. Пройден 8-метровый шкуродёр (Гольянов Э. В., Гольянова Н. Е., Сукочев В. И., Калашникова Н.), за которым обнаружено русло подземного ручья. Закартирована.
- Август 1981 г. Запуск в подземный ручей 1 кг флюоресцеина для определения места выхода воды из ручья. Место выхода не обнаружено.